# Antaplaga dela
Antaplaga dela är en fjärilsart som beskrevs av Druce 1904. Antaplaga dela ingår i släktet Antaplaga och familjen nattflyn. Inga underarter finns listade i Catalogue of Life.